# Frederik Kiærskiold
Frederik Kiær de Kiærskiold (født ca. 1675 i Guldbæk, Øster Hornum Sogn, begravet 12. december 1738 i Børglum) var en dansk godsejer.
Han var søn af gårdfæster Christen Andersen Kiær (død tidligst 1709) og Maren Sørensdatter Buus (1640—1709). Kiær var formentlig først skriver på et godskontor og blev 1698 ridefoged på Bonderup i Holbæk Amt; 1703 og 1707 var han fuldmægtig hos amtsforvalteren i Aalborg og derefter i nogle år forpagter på Krastrup ved Løgstør. 
Ligesom andre amtsbetjente opbyggede han sandsynligvis sin formue via spekulation med skattekornet, og han arvede formodentlig også midler, som han forøgede ved ejendomshandel. I 1715 var hans økonomi solid nok til, at han kunne erhverve godset Børglum Kloster i Nordjylland. I årene, der fulgte, var Kiær medlem af flere kgl. kommissioner og 1722 af en kommission til undersøgelse af en toldsvindelsag i Viborg, hvilket bragte ham i forbindelse med oversekretær Frederik Rostgaard. Gennem forbindelsen til Rostgaard opnåede Kiær 1722 at blive adlet. Men da Rostgaards embedsforhold blev gransket 1725, blev Frederik Kiær anklaget for at have givet Rostgaard 1000 Rdl. i bestikkelse, og hans adelskab blev ophævet. Han blev desuden idømt bøder på 3.000 Rdl. Imidlertid blev han 1735 atter adlet under navnet Kiærskiold. I mellemtiden var han avanceret til kancelliråd 1723 og blev justitsråd 1736.
Han ægtede 20. juni 1713 i Aalborg Inger Pop (11. maj 1692 i Aalborg – begravet 20. maj 1740 i Børglum Kirke), datter af købmand Johan Nielsen Pop (1650-1702) og Maren Jensdatter (1658-1725). Parret havde kun datteren Christiane Marie Kiær de Kiærskiold (1714-1760), der først ægtede Johan Henrik Rantzau og siden Laurids de Thurah, hvorved Børglum Kloster kom i de to mænds besiddelse.
Kiær udvidede sine godsbesiddelser med Hegnet i Salling, Halkær ved Nibe, Baggesvogn og Hæstrupgård i Vendsyssel og Ågård i Han Herred samt meget strøgods. 1722 restaurerede han Børglum Klosterkirke, som han 1734 forsynede med det nuværende inventar i rokokostil. Ombygningen blev siden fortsat af de Thurah. Han døde 1738 og blev begravet i Børglum Kirke.
Frederik Kiær har ry af at have været en barsk godsejer, der var hård ved fæstebønderne – ligesom så mange andre godsejere, der stammede fra bondestanden. Han huskes i dag mest for denne rolle og er dermed blevet en sagnfigur på linje med fru Ingeborg Skeel til Voergård og Brigader Halling.